# Stora journalistpriset
Stora journalistpriset är ett pris som Bonnier AB instiftade 1966 och som delas ut för att främja goda yrkesprestationer inom journalistiken.
Priset delas ut varje år i november i de fem (sedan 2016) klasserna:
- Årets avslöjande
- Årets berättare
- Årets förnyare
- Årets röst (instiftades 2016 och ska tillfalla "den som under året med egensinne gjort avtryck i journalistiken")
- Lukas Bonniers Stora Journalistpris. Detta pris instiftades 1992 på Lukas Bonniers 70-årsdag för att främja "långvarig och fortgående journalistisk yrkesprestation".

## Pristagare

### 1966
- Sven Öste, Dagens Nyheter
- Gunnar A. Olin, Läkartidningen, och Gertrud Zetterholm, Femina – delat pris

### 1967
- Agne Hamrin, Dagens Nyheter
- Lars Eklund, Veckans Affärer och Örjan Wallqvist, Vi – delat pris

### 1968
- Tord Wallström, Arboga Tidning
- Bertil Torekull, Se, Vecko-Journalen, Veckans affärer
- Som belöning till Dagens Nyheters "underjordiske korrespondent" under ockupationen i Tjeckoslovakien ställdes en summa på 5 000 kronor till förfogande för Svenska Journalistförbundet.

### 1969
- Sven Lindqvist, Dagens Nyheter
- Björn Larsson-Ask, Se
- Arne Thorén, Sveriges Radio

### 1970
- Pernilla Tunberger, Dagens Nyhete
- Tommy Säflund, Veckans affärer
- Jan Lindblad, Sveriges Radio

### 1971
- Olle Bengtzon, Expressen, och Bo Carlson, Göteborgs Handels- och Sjöfartstidning – delat pris
- Håkan Rydén, Land
- Lars-Gunnar Björklund, Sveriges Radio

### 1972
- Inger Wahlöö, Expressen
- Gunnel Nyblom-Holmberg, Husmodern, och Eugen Semitjov, Allers – delat pris
- Åke Falck, Sveriges Radio
- Birgitta Ek – Olle Bengtzons resestipendium

### 1973
- Sven-Ivan Sundqvist, Dagens Nyheter
- Sven Sörmark, Hemmets Journal
- Olle Stenholm, Sveriges Radio

### 1974
- Lennart Öjesten, Expressen
- Karl Beijbom, Arbetaren
- Lars Ulvenstam och Thomas Dillén, Sveriges Radio, delat pris
- Hedersomnämnande (postumt): Jan Olof Olsson, signaturen "Jolo"

### 1975
- Rune Jacobsson, Gotlands Tidningar
- Lars Westman, Tidningen Vi
- Bo G. Eriksson och Carl O. Löfman, SR – delat pris
- Hedersomnämnande postumt till: Arne Andreasson, chefredaktör för tidningen Statsanställd

### 1976
- Bo Strömstedt, Expressen, och Rolf Svensson, Göteborgs-Posten – delat pris
- Anders Hasselbohm, Se
- Erik Bergsten, Sveriges Radio

### 1977
- Lennart Persson, Svenska Dagbladet
- Stig Edling och Hans Nestius, Pockettidningen R och Tidningen Vi – delat pris
- Tage Sjödahl, Fastighetsfolket – delat pris[förtydliga]
- Carin Mannheimer, Sveriges Radio
- Hedersomnämnande: Kai Hammerich för boken "Kompromissernas koalition".

### 1978
- Erik Lundegård, Dagens Nyheter
- Jan Martinsson, Veckans affärer
- Bengt Göransson, Sveriges Television Malmö, och Lennart Hyland, Sveriges Radio– delat pris

### 1979
- Gunnar Rosell, Aftonbladet, och Curt Rådström, Expressen, delat pris
- Sven Broman, Året Runt
- Börge Bengtsson, Sköna Hem, och Gösta Grassman, Lag & Avtal, delat pris
- Birgitta Karlström, Sveriges Radio, Samhällsredaktionen
- Bo Isaksson, SVT, och Björn Fontander, Sveriges Television Falun – delat pris
- Hedersdiplom – i anslutning till FN:s internationella barnår: 
  - Rune Andréasson, Bamse
  - Margareta Toss, Kamratposten
  - Ulla Tengling, Småfolket
  - Åke Blomström, Sveriges Radio
  - Bengt Fahlström, Sveriges Television Malmö

### 1980
- Dieter Strand, Aftonbladet
- Kerstin Löfberg, Hemmets Journal
- Magnus Briggert, Köpmannen, Elon Johansson, LO-Tidningen, och Janerik Larsson, SAF-tidningen – delat pris
- Åke Strömmer, Sveriges Radio Falun
- Charlotte Reimerson, Sveriges Radio/Sveriges Television TV1
- Hedersomnämnande: 
  - Mats Ekdahl, Dagens Industri
  - Jan-Peter Nyström, Månadsjournalen
  - Johan Ehrenberg och Micke Jaresand, ETC
  - Sven Roland Engström, Radio Stockholm, och Karsten Erichs, Radio Malmöhus

### 1981
- Ingvar Hedlund, Expressen
- Stig Nordfeldt, Månadsjournalen, och Gunny Widell, Vecko-Revyn – delat pris
- Jens Sundberg, Tempus
- Agneta Ramberg, Dagens Eko
- Lasse Holmqvist, SVT Malmö

### 1982
- Christer Sjöström, Länstidningen Östersund
- Elvy Thorson, Månadsjournalen
- Gunnar Ljusterdal, Grönköpings Veckoblad, Uppsala
- Sigvard Hammar, Sveriges Radio Riksradion
- Mika Larsson, Rapport

### 1983
- Cordelia Edvardson, Svenska Dagbladet
- Anna Nyman, Året Runt, och Gunilla Wärle, Hemmets Veckotidning – delat pris
- Bengt Göran Wennersten, Datavärlden
- Jan Hermansson, Lokalradion, Örebro
- Herbert Söderström, SVT

### 1984
- Göran Skytte, Aftonbladet och Suzanne Sjöqvist, Expressen – delat pris
- Ralf Turander, Månadsjournalen
- Christina Falkengård, Land
- Sportradion, Sveriges Radio, med sportchef Tommy Engstrand
- Jan Guillou, SVT Malmö
- Hedersomnämnande: Maja-Lisa Furusjö, ICA-kuriren, och Peter Paul Heinemann, Lokalradion, Örebro

### 1985
- Sven Thiessen, Tidningarnas Telegrambyrå
- Stina Norling och Märit Lindstrii, Femina Månadens Magasin – delat pris
- Mats Ekdahl, Resumé
- Jörgen Cederberg, Sveriges Radio Riksradion
- Lennart Winblad, SVT

### 1986
- Amelia Adamo, Aftonbladet
- Per Wiklund, frilans
- Christer Larsson, Ingenjörsförlaget
- Erik Fichtelius, Sveriges Radio Riksradion
- Olle Häger och Hans Villius, SVT Fakta – delat pris

### 1987
- Håkan Hermansson, Lars Wenander, Arbetet – delat pris
- Kristina Waldén, Allers
- Anders Isaksson, frilans, Veckans affärer
- Jan Mosander, Börje Remdahl, Thorbjörn Spängs, SR Ekoredaktion, delat pris
- Tom Alandh, SVT

### 1988
- Per Wendel, Expressen
- Stefan Andhé, frilans, London
- Arne Wikström, Datavärlden
- Inger Arenander och Thomas Hempel, Riksradion, Ekoredaktionen, delat pris
- Elisabeth Hedborg, Rapport

### 1989
- Ulrika Lång och Karin Södergren, Länstidningen Södertälje – delat pris
- Lena Björk, ICA-kuriren
- Olof Hultin, Arkitektur
- Ulf Elfving, Sveriges Radio
- Göran Ellung och Jan Scherman, SVT Kanal 1 – delat pris
- Hedersomnämnande (postumt): Sigge Ågren, Expressen

### 1990
- Åke Stolt, Sydsvenska Dagbladet
- Ann Wiklund, Fest & Vänner
- Stefan Mehr, Bizniz
- Titti Nylander, SR Ekoredaktionen
- Jerzy Sladkowski, SVT
- Hedersomnämnande: Hasse Olsson, Dagens Industri

### 1991
- Mats Dyberg, Göteborgs-Posten
- Inger Ridström och Solveig Rhann, Må Bra – delat pris
- Bengt Ericson, Veckans affärer
- Mats Arvidsson, SR Kulturredaktion
- Robert Aschberg, TV3, och Stina Dabrowski, Sveriges Television– delat pris

### 1992
- Lennart Eriksson och Robert Österlind, Expressen – delat pris
- Ingemar Unge, Vi
- Peppe Engberg, Resumé, och Sven Gunnar Särman, Tendenser – delat pris
- Isa Edholm, SR Umeå
- Arne Hegerfors, SVT
- Lukas Bonniers Stora Journalistpris (instiftat 1992): Gustaf von Platen

### 1993
- Mats Lundegård, DN
- Göran Rosenberg, Moderna Tider
- Jannike Åhlund, Chaplin
- Åke Pettersson, SR Malmöhus
- Folke Rydén och Dan Jåma, SVT Rapport – delat pris
- Lukas Bonniers Stora Journalistpris: Sigurd Glans

### 1994
- Carina Blomcrantz, Sundsvalls Tidning
- Lars Peder Hedberg, Intrig
- Lars Longueville, Torbjörn von Krogh, KommunAktuellt – delat pris
- Tomas Tengby, SR Göteborg
- Karin Wilhelmson och Håkan Bengtsson, SVT Kanal 1 – delat pris
- Lukas Bonniers Stora Journalistpris: Anders Andersö

### 1995
- Björn Hygstedt och Hans Strandberg, Svenska Dagbladet – delat pris
- Susanne Ljung, frilans
- Gunnar Bergdahl, Filmkonst
- Staffan Heimerson, SR
- Lennart Ekdal, TV4
- Lukas Bonniers Stora Journalistpris: Thorbjörn Larsson

### 1996
- Britt-Marie Citron, Motala Tidning
- Maria Carlshamre, Moderna Tider
- Anders Andersson, Privata Affärer
- Bengt Therner, Sveriges Radio| Ekoredaktionen
- Britt-Marie Mattsson, SVT Göteborg
- Lukas Bonniers Stora Journalistpris: Hasse Olsson

### 1997
- Ola Sigvardsson, Pia Skagermark, Dagens Nyheter – delat pris
- Per Svensson, frilans
- Acke Fröberg, Resumé
- Cecilia Uddén, Svetiges Radio
- Karin Swärd, SVT
- Lukas Bonniers Stora Journalistpris: Arne Ruth
- Hedersomnämnande: Marcus Lindeen, nättidningen Blixt

### 1998
- Gunnar Lindstedt, Svenska Dagbladet
- Robert Collin, Teknikens Värld
- Lars-Göran Svensson, SR Göteborg, plus Tomas Lindblom och Magnus Svenungsson, SVT Göteborg – delat pris
- Hannes Råstam och Janne Josefsson, SVT Striptease – delat pris
- Lars Ericson, Mats Carlsvärd och Morgan Bodin, 24timmar.se – delat pris
- Lukas Bonniers Stora Journalistpris: Lena Mellin

### 1999
- Maria Trägårdh och Magnus Ringman, Aftonbladet, delat pris
- Per-Gunnar Holmgren och Anders Malmsten, Dagens Medicin – delat pris
- Juan Diego Spoerer
- Saam Kapadia och Emil Larsson, SVT – delat pris
- Anna Toss och Peder Finnsiö, www.foraldranatet.se – delat pris
- Lukas Bonniers Stora Journalistpris: Åke Ortmark

### 2000
- Peter Kadhammar, Expressen
- Dan Josefsson, frilans (avböjde priset) och Karine Mannerfelt, frilans
- Kåge Jonsson och Kurt Bergmark, SVT, samt Håkan Pieniowski, frilans – delat pris
- aftonbladet.se, www.aftonbladet.se
- Lukas Bonniers Stora Journalistpris: Björn Elmbrant, Sveriges Radio

### 2001
- Richard Aschberg och Erik Korsås, Aftonbladet – delat pris
- Ulrika Knutson, Månadsjournalen
- Randi Mossige-Norheim, SR P1
- Trond Sefastsson, Kalla Fakta TV4
- Thomas Peterssohn och Andreas Cervenka, Ekonomi 24, delat pris
- Peter Benson, Dagens Industri
- Lukas Bonniers Stora Journalistpris: Annette Kullenberg, Aftonbladet

### 2002
- Årets Berättare: Mustafa Can, Dagens Nyheter LördagSöndag
- Årets Förnyare: Mattias Göransson och Tobias Regnell, Offside – delat pris
- Årets Avslöjande: Janne Josefsson och Lars-Göran Svensson, Uppdrag granskning – delat pris
- Lukas Bonniers Stora Journalistpris: Mats Olsson, Expressen

### 2003
- Årets Berättare: Daniel Velasco, SR P1
- Årets Förnyare: Karin af Klintberg och Fredrik Lindström, SVT
- Årets Avslöjande: Ulla Danné och Björn Hygstedt, Svenska Dagbladet
- Lukas Bonniers Stora Journalistpris: Amelia Adamo

### 2004
- Årets Berättare: Susen Schultz, Svenska Dagbladet, Nyhets- och featuregrafik
- Årets Förnyare: Marcos Hellberg, Jonas Franksson och Olle Palmlöf, SVT Väst
- Årets Avslöjande: Katarina Karlsson, Norrbottens-Kuriren
- Lukas Bonniers Stora Journalistpris: Kerstin Brunnberg

### 2005
- Årets Berättare: Marie Branner och Anna von Brömssen, Göteborgs-Posten
- Årets Förnyare: Zanyar Adami, Gringo
- Årets Avslöjande: Fredrik Laurin, Joachim Dyfvermark och Sven Bergman, Kalla Fakta, TV4
- Lukas Bonniers Stora Journalistpris: Hannes Råstam, SVT

### 2006
- Årets Berättare: Maciej Zaremba, Dagens Nyheter
- Årets Förnyare: Carl Tofft, Musikministeriet
- Årets Avslöjande: Nils Funcke, Riksdag & Departement
- Lukas Bonniers Stora Journalistpris: Cecilia Hagen, Expressen

### 2007
- Årets Avslöjande: Sven Bergman, Joachim Dyfvermark, Fredrik Laurin – frilansjournalister (för Uppdrag Granskning, SVT).
- Årets Berättare: Isabella Lövin, frilansjournalist
- Årets Förnyare: Erik Fichtelius, SVT
- Lukas Bonniers Stora Journalistpris: Bo Holmström, TV4

### 2008
- Årets Avslöjande: Jens Mikkelsen, Johan Wessman, Sydsvenskan
- Årets Berättare: Susanne Björkman, Sveriges Radio
- Årets Förnyare: Fredrik Strage, Dagens Nyheter
- Lukas Bonniers Stora Journalistpris: Karen Söderberg, Sydsvenskan

### 2009
- Årets Avslöjande: Per Hermanrud, TV4, för "Dun till varje pris".
- Årets Förnyare: Kinga Sandén, Sydsvenskan för "att hon i realtid med hjälp av Twitter hittar svåråtkomliga källor och information i utrikesjournalistiken och vidgar världen för läsarna".
- Årets Berättare: Karin af Klintberg och Jane Magnusson, SVT, för Ebbe – the movie
- Lukas Bonniers Stora Journalistpris: Sverker Olofsson, SVT

### 2010
- Årets Berättare: Michael Winiarski, Dagens Nyheter
- Årets Förnyare: Victoria Gaunitz, Sveriges Radio, samt Helena Bengtsson och Kristofer Sjöholm, Sveriges Television, för Valpejl
- Årets Avslöjande: Nicke Nordmark och Hasse Johansson, Sveriges Television, för "Den andra våldtäkten"
- Lukas Bonniers Stora Journalistpris: Gunnar Bolin, Sveriges Radio.

### 2011
- Årets Berättare: Amanda Glans, Erik Hedtjärn, produktionsbolaget Tredje statsmakten för Sveriges Radio, för Partiledaren – en dokumentär om Juholts väg till makten.[1]
- Årets Förnyare: Johanna Koljonen, Sofia Mirjamsdotter för twitterkampanjen #prataomdet
- Årets Avslöjande: Daniel Öhman och Malin Olofsson, Sveriges Radio, för radioserien och reportageboken Matens Pris
- Lukas Bonniers Stora Journalistpris: Cecilia Uddén, Sveriges Radio

### 2012
- Årets Berättare: Carina Bergfeldt, Aftonbladet, för reportaget "Dagen vi aldrig glömmer – Massakern på Utøya"
- Årets Förnyare: Olle Zachrison, Carolina Neurath, Jan Almgren, Mark Malmström, Ola Henriksson och Peter Grensund, Svenska Dagbladet, för "Räntekartan"
- Årets Avslöjande: Daniel Öhman och Bo Göran Bodin, Sveriges Radio, för Ekot-reportaget "Saudiaffären"
- Lukas Bonniers Stora Journalistpris: Inger Atterstam, Svenska Dagbladet

### 2013
- Årets Berättare: Josefine Hökerberg och Roger Turesson, Dagens Nyheter, för reportageserien "Tiggarna i Stockholm"
- Årets Förnyare: Lisa Irenius, Upsala Nya Tidning, för "Kulturjournalistik ända ut i marginalerna"
- Årets Avslöjande: Sven Bergman, Joachim Dyfvermark och Fredrik Laurin, SVT, för "TeliaSonera och marknadsandelar till varje pris"
- Lukas Bonniers Stora Journalistpris: Lasse Granqvist

### 2014
- Årets Berättare: Måns Mosesson, Sveriges Radio för programserien Rädda Sverige.
- Årets Förnyare: Linnéa Jonjons, Jack Werner, Åsa Larsson, Metro, för Viralgranskaren
- Årets Avslöjande: Dan Josefsson och Jenny Küttim för SVT-dokumentären Kvinnan bakom Thomas Quick samt Dan Josefsson för boken Mannen som slutade ljuga
- Lukas Bonniers Stora Journalistpris: Malou von Sivers, TV 4

### 2015
- Årets Berättare: Johanna Bäckström Lerneby, Filter, för reportaget "Att skapa ett monster".
- Årets Förnyare: Kristoffer Örstadius, Dagens Nyheter, reportageserien Hackerjournalisten
- Årets Avslöjande: Andreas Cervenka och Torbjörn Isacson, Svenska Dagbladet, för reportageserien SCA-affären
- Lukas Bonniers Stora Journalistpris: Kerstin Weigl, Aftonbladet

### 2016
- Årets Berättare: Negra Efendić, för boken Jag var precis som du[2][3]
- Årets Förnyare: Helena Bengtsson, för sitt arbete med datajournalistik
- Årets Röst: Niklas Orrenius
- Årets Avslöjande: Bosse Lindquist, SVT, för granskningen av Karolinska institutets stjärnkirurg Paolo Macchiarini
- Lukas Bonniers Stora Journalistpris: Karin Thunberg, för sina personporträtt i Svenska Dagbladet[4]

### 2017
- Årets Berättare: Åsa Erlandson, för boken Det som aldrig fick ske
- Årets Förnyare: Magda Gad, för sitt arbete med Rapportering från fronten
- Årets Röst: Emma Frans
- Årets Avslöjande: Dan Josefsson, Anna Nordbeck, Johannes Hallbom och Jakob Larsson, Dokument inifrån, SVT, för granskningen Fallet Kevin
- Lukas Bonniers Stora Journalistpris: Tom Alandh, för sina personporträtt

### 2018
- Årets Berättare: Robert Barkman och Daniel Velasco, Sveriges Radio för Hästgården[5]
- Årets Förnyare: Jenny Svenberg Bunnel, Aftonbladet, för sitt livetecknande i samband med stora nyheter[5]
- Årets Röst: David Baas, Expressen, bland annat avslöjat ett stort antal SD-politiker som tidigare nazister[5]
- Årets Avslöjande: Matilda Gustavsson, Dagens Nyheter, avslöjandet "Kulturprofilens" övergrepp mot kvinnor[5]
- Lukas Bonniers Stora Journalistpris: Mats Nileskär, Sveriges Radio[5]

### 2019
- Årets Berättare: Karwan Faraj och Rosa Fernandez, för radiodokumentären Terrorsyskonen och IS[6]
- Årets Förnyare: Malin Mendel för SVT-programmet Världens sämsta indier[6]
- Årets Röst: Hanna Hellquist[6]
- Årets Avslöjande: Per Agerman, Joachim Dyfvermark, Axel Gordh Humlesjö och Linda Larsson Kakuli, Uppdrag Granskning, SVT, för granskningen Swedbank och penningtvätten[6]
- Lukas Bonniers Stora Journalistpris: Bibi Rödöö, Sveriges Radio[6]

### 2020
- Årets Berättare: Emelie Rosén och Ylva Lindgren för Gamer, Sveriges Radio[7]
- Årets Förnyare: Emanuel Karlsten för Coronaveckan som gått[8]
- Årets Röst: Johanna Bäckström Lerneby för Familjen[9]
- Årets Avslöjande: Henrik Evertsson för Estonia – Fyndet som ändrar allt, Dplay[10]
- Lukas Bonniers Stora journalistpris: Jacob Hård

### 2021
- Årets Berättare: Randi Mossige-Norheim, Magnus Arvidson och Thomas Kanger för Vipeholmsanstalten, P1 Dokumentär, Sveriges Radio.[11]
- Årets Förnyare: Stefan Lundell och Deqa Abukar för Shift, Breakit.[11]
- Årets Avslöjande: Josefin Sköld, Alexander Mahmoud och Patrik Lundberg för Barn till varje pris, Dagens Nyheter.[11]
- Årets Röst: Diamant Salihu[11]
- Lukas Bonniers Stora Journalistpris: Peter Kadhammar[11]

### 2022
- Årets Berättare: Maggie Strömberg och Torbjörn Nilsson för Artikelserien om politikerna som tog Sverige in i Nato, Svenska Dagbladet[12]
- Årets Förnyare: Martin Schibbye, Patrik Arnesson och Brit Stakston för Cards of Qatar, Blankspot[13]
- Årets Avslöjande: Emil Hellerud, Emilia Berggren Sörlin och Daniel Gökinan för Partiernas hemliga pengar, Kalla fakta, TV4[14]
- Årets Röst: Andreas Cervenka[15]
- Lukas Bonniers Stora Journalistpris: Ginna Lindberg[16]

### 2023
- Årets Berättare: Jan Almgren, Adam Svanell, Lovisa Lamm Nordenskiöld och Hugo Lavett för Dynastin, Svenska Dagbladet[17]
- Årets Förnyare: Inas Hamdan för Bilden av Sverige i Al Jazeera, Sydsvenskan[17]
- Årets Avslöjande: Staffan Lindberg och Magnus Wennman för H&M och återvinningen, Aftonbladet[17]
- Årets Röst: Oisín Cantwell[17]
- Lukas Bonniers Stora Journalistpris: Christina Jutterström[17]

### 2024
- Årets Berättare: Johan Hilton för boken Den siste teaterdirektören om drevet mot Benny Fredriksson.[18]
- Årets Förnyare: Diamant Salihu, Kalle Segerbäck, Ola Christofferson och Axel Gordh Humlesjö för Uppdrag gransknings avsnitt Bedragarna om ligorna som lurar pensionärer, SVT[18]
- Årets Avslöjande: Emil Hellerud och Daniel Andersson för Undercover i trollfabriken, TV4[18]
- Årets Röst: Cecilia Uddén och Sami Abu Salem[18]
- Lukas Bonniers Stora Journalistpris: Robert Aschberg[18]

## Kritik av priset
I januari 2022 meddelade Föreningen Vetenskap och Folkbildning att journalisten Henrik Evertsson och juryn för Stora journalistpriset 2021 tillsammans utsetts till Årets förvillare 2021. Evertsson fick priset för sin dokumentärserie Estonia – Fyndet som ändrar allt, och juryn för att de utnämnt serien till Årets avslöjande 2020. Motiveringen var att de lyft fram och legitimerat konspirationsteorier kring Estoniakatastrofen för en bred allmänhet.
Priset fick vidare kritik i Vetenskapens värld: Estonia och myterna oktober 2023. Endast två jurymedlemmar ställde upp på att svara på frågor i programmet, Patrik Hadenius och Jonas Bonnier. Medan Patrik Hadenius meddelade att han inte längre stod bakom priset försvarade Jonas Bonnier, juryordförande, beslutet.